# Karl Heinz Burmeister

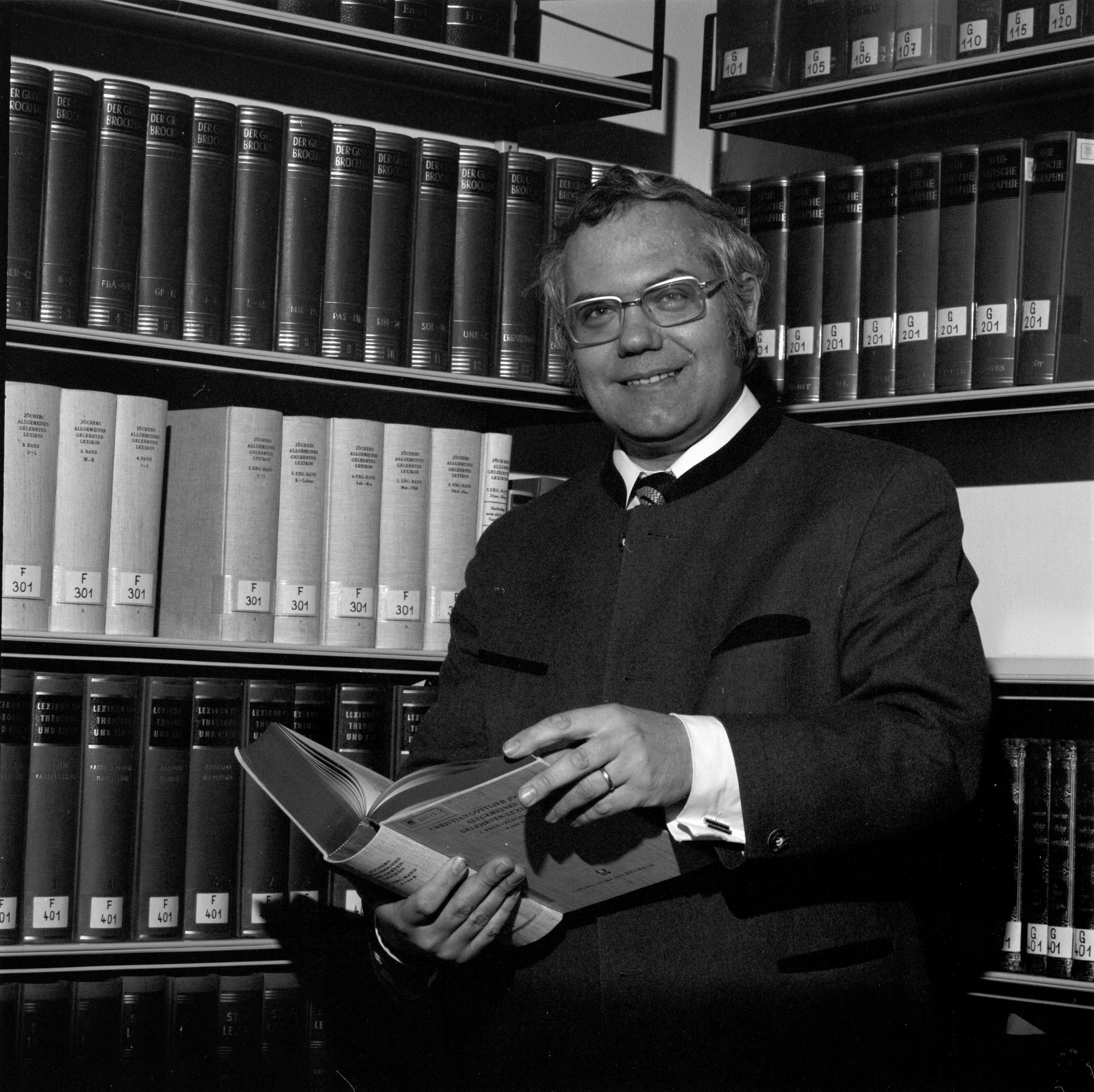
Karl Heinz Burmeister als Vorarlberger Landesarchivar im Jahr 1974

Karl Heinz Burmeister (* 21. November 1936 in Krefeld; † 12. Dezember 2014 in Bodolz) war ein deutscher Jurist, Historiker und Heraldiker.

## Leben und Wirken
Karl Heinz Burmeister promovierte an der Johannes Gutenberg-Universität Mainz mit einer biografischen Studie zu Sebastian Münster, sowie 1969 an der Eberhard Karls Universität Tübingen zur Vorarlberger Rechtsgeschichte. 1974 erfolgte die Habilitation unter Karl Siegfried Bader in Zürich.
Er war zwischen 1971 und 2001 Direktor des Vorarlberger Landesarchivs in Bregenz und damit zugleich Schriftleiter von Montfort, der Vierteljahresschrift für Geschichte und Gegenwart Vorarlbergs. Zwischen 1995 und 2002 war Burmeister auch außerordentlicher Professor für Allgemeine Europäische und Schweizer Rechtsgeschichte an der Universität St. Gallen. Auch war er als Universitätsdozent für Rechts- und Wissenschaftsgeschichte an der Universität Zürich tätig. Er gehörte dem Vorstand des Vereins für Geschichte des Bodensees und seiner Umgebung an, zwischen 1975 und 1979 als Vizepräsident.
Burmeisters Forschungsschwerpunkte lagen vor allem in der Rechts- und Landesgeschichte sowie in kulturhistorischen Themen wie dem Humanismus. Er hat über 800 Titel im Laufe seines Lebens publiziert, wovon einige noch heute Grundlagenliteratur darstellen.

## „Richtige“ und „falsche“ Wappen
Das Vorarlberger Landesarchiv führt die Gemeindewappenregistratur und fungiert als eine Art „Heroldsamt“.
1975 gab Landesarchivar Karl Heinz Burmeister ein Wappenbuch heraus. Zu diesem Zweck wurden die Gemeindewappen nach heraldischen Gesichtspunkten vereinheitlicht und vereinfacht. Seither wird häufig nachgefragt, welches Wappen das „richtige“ sei – die Darstellung in der Wappenurkunde oder jene bei Burmeister.
Nach der Rechtsansicht des Landesarchivs ist allein die heraldische Wappenbeschreibung in der Urkunde entscheidend. Jede Darstellung, die dieser Beschreibung entspricht, ist „richtig“. Ein Problem besteht allerdings darin, dass etliche der Beschreibungen nicht ganz den Regeln der Heraldik entsprechen.

## Vorarlberger Historikerstreit
Nachdem Burmeister im Spätherbst 1986 als Direktor des Vorarlberger Landesarchivs in einem Radiointerview Benedikt Bilgeris umstrittene Vorarlberger Landesgeschichte kritisch betrachtet hatte, forderte Franz Ortner, der Chefredakteur der einflussreichen Vorarlberger Nachrichten, in einer Glosse Burmeisters Ausweisung aus Vorarlberg.
Als sich ein Aktionskomitee Heimat Vorarlberg (Anti-Burmeister-Initiative) formierte, solidarisierten sich Professoren, Assistenten und Studierende des Instituts für Geschichte der Universität Innsbruck mit Burmeister. Es erschien eine bezahlte Zeitungsanzeige, mit der 182 Personen des öffentlichen Lebens die politisch Verantwortlichen des Landes Vorarlberg aufforderten, den Drohungen gegen den Landesarchivar entgegenzuwirken.

## Auszeichnungen
- 1993: Ehrenpreis des Vorarlberger Buchhandels
- 1996: Österreichisches Ehrenkreuz für Wissenschaft und Kunst I. Klasse

## Veröffentlichungen (Auswahl)
- Sebastian Münster. Bibliographie. Pressler, Wiesbaden 1964.
- Georg Joachim Rhetikus. 1514–1574. Eine Bio-Bibliographie. 3 Bände (Bd. 1: Humanist und Wegbereiter der modernen Naturwissenschaften. Bd. 2: Quellen und Bibliographie. Bd. 3: Briefwechsel.). Pressler, Wiesbaden 1967–1968.
- als Herausgeber: Vorarlberger Weistümer. Teil 1: Bludenz. Blumenegg. St. Gerold (= Österreichische Weistümer. 18). Verlag der Österreichischen Akademie der Wissenschaften, Wien u. a. 1973, ISBN 3-7001-0006-X.
- Der Humanist und Botaniker Gabriel Hummelberg. In: Elisabeth Geck, Guido Pressler (Hrsg.): Festschrift für Claus Nissen. Zum 70. Geburtstag, 2. September 1971. Pressler, Wiesbaden 1973, S. 43–71.
- mit Elmar Vonbank: Katalog der Ausstellung Geschichtsschreibung in Vorarlberg. Vorarlberger Landesmuseum, Bregenz, 1.10.–2.12.1973 (= Ausstellungskatalog des Vorarlberger Landesmuseums. 59, ZDB-ID 144798-1). Vorarlberger Landesmuseum, Bregenz 1973.
- Das Studium der Rechte im Zeitalter des Humanismus im deutschen Rechtsbereich. Pressler, Wiesbaden 1974.
- Die Grafen von Montfort. Geschichte, Recht, Kultur. Festgabe zum 60. Geburtstag (= Forschungen zur Geschichte Vorarlbergs. Neue Folge, Band 2). Herausgegeben von Alois Niederstätter. Universitäts-Verlag Konstanz, Konstanz 1996, ISBN 3-87940-560-3.
- Die Gemeindewappen von Vorarlberg. Thorbecke, Sigmaringen 1997, ISBN 3-7995-4009-1.
- Geschichte der Stadt Tettnang. UVK – Universitäts-Verlag Konstanz, Konstanz 1997, ISBN 3-87940-595-6.
- Geschichte Vorarlbergs. Ein Überblick. Oldenbourg, München 1998, ISBN 3-486-50401-0.
- Olympe de Gouges. Die Rechte der Frau. 1791 (= Kleine politische Schriften. 5). Stämpfli u. a., Bern u. a. 1999, ISBN 3-7272-9069-2.
- Lindauer Studenten aus Stadt und Land. Vom Mittelalter bis zum Beginn des 19. Jahrhunderts (= Neujahrsblatt des Museumsvereins Lindau. 44, ISSN 0464-0098). Museumsverein Lindau, Lindau 2004.
- Maria Josepha Rosalia Ernestina Gräfin von Montfort (1753–1773) – Stiftsdame zu Thorn. Stadtarchiv Tettnang, Tettnang 2008.

Online vorliegende Aufsätze in den Schriften des Vereins für Geschichte des Bodensees und seiner Umgebung:
- Georg Joachim Rhetikus und Achilles Pirmin Gasser. Ein Beitrag zur Geschichte der Naturwissenschaften am Bodensee, 86. Jg. 1968, S. 217–226 (Digitalisat)
- Jakob Jonas. Humanist und Staatsmann, 89. Jg. 1971, S. 83–94 (Digitalisat)
- Die Juden in Vorarlberg im Mittelalter, 94. Jg. 1976, S. 1–18 (Digitalisat)
- Geschichte der Bodenseeschiffahrt bis zum Beginn des 19. Jahrhunderts, 99/100. Jg. 1981/82, S. 165–188 (Digitalisat (Memento vom 10. März 2014 im Webarchiv archive.today))
- Hohenemser Purim, eine jüdische Fasnacht im Jahre 1811, 105. Jg. 1987, S. 131–138 (Digitalisat)
- „Ohne Bregenz kein St. Gallen“. Der Weg des hl. Gallus von Bregenz nach St. Gallen, 114. Jg. 1996, S. 5–16 (Digitalisat)
- Graf Hugo VII. von Montfort-Feldkirch-Tosters (1300–1359). Raubritter und patriarchalischer Grundherr, 116. Jg. 1998, S. 23–34 (Digitalisat)
- Wasserburg als kulturelles Zentrum des ausgehenden 13. Jahrhunderts, 118. Jg. 2000, S. 17–27 (Digitalisat)
- Graf Johann II. von Montfort-Rothenfels (ca. 1490–1547), 123. Jg. 2005, S. 33–57 (Digitalisat)
- Die „zweite Sündfluth“. Das Rhein- und Bodensee-Hochwasser von 1566, 124. Jg. 2006, S. 111–137 (Digitalisat)
- „Der Heiße Sommer“ 1540 in der Bodenseeregion, 126. Jg. 2008, S. 59–87 (Digitalisat)